# Gilbert Just
Gilbert Just (* 5. April 1914 in Brünn; † April oder Mai 1986) war in den 1970er Jahren Oberstadtdirektor der nordrhein-westfälischen Landeshauptstadt Düsseldorf.
Gilbert Just wurde als Sohn des Steuerobersekretärs Karl Just und dessen Frau Hedwig Just geboren. Er studierte Rechts- und Wirtschaftswissenschaften an der deutschen Universität in Prag. 1945 wurde er Regierungsassessor in Hessen. Über die Posten als stellvertretender Landrat in Gießen und Groß-Gerau, Referent für Preisüberwachung im Regierungspräsidium Darmstadt, Leiter der Preisüberwachungsstelle, Bürgermeister in Grünberg/Oberhessen (März bis August 1946) und Bad Soden am Taunus (1948–1957), Stadtdirektor in Leverkusen (1957–1963) kam Just 1963 als Stadtdirektor nach Düsseldorf und wurde am 15. Oktober 1964 als Nachfolger von Walther Hensel (SPD) zum Oberstadtdirektor ernannt. Am 11. November 1976 ging Just in den Ruhestand, ihm folgte Gerd Högener (SPD). Just setzte sich für die Benennung der Düsseldorfer Universität nach dem heimischen Dichter Heinrich Heine ein. Er war mehr als 15 Jahre lang Vorsitzender des Kreisverbandes Düsseldorf des Deutschen Roten Kreuzes und engagierte sich 10 Jahre lang im Hauptausschuss des Deutschen Städtetages und im Landesausschuss des nordrhein-westfälischen Städtetages. Er gehörte der SPD an. 1984 erhielt er das Große Bundesverdienstkreuz. Außerdem war er Honorary Commander Civil Division of the Most Excellent Order of the British Empire und Commendatore dell’Ordine al Merito della Repubblica Italiana.
1940 heiratete er Martha Worel, mit der er drei Töchter und einen Sohn hatte.